# Kurjenrahka Nemzeti Park
A Kurjenrahka Nemzeti Park (finn nyelven Kurjenrahkan kansallispuisto, svéd nyelven Kurjenrahka nationalpark) Finnország délnyugati részén található nemzeti park. 1998-ban alapították 29 négyzetkilométeres területen. A terület többnyire láp, de találhatók rajta őserdők is. Itt honos az eurázsiai hiúz, de előfordul a barna medve és a szürke farkas is, amelyek a park területén vagy ehhez közeli területeken lakoznak. A parkban mintegy 300 kilométernyi jelzett útvonal található.
Az emberi élet első jeleit Saksalában tárták fel, ahol kőkorszaki eszközöket találtak. A park területén ene kívül találtak egy bronzkoris vagy kora vaskori műtárgyat is. A területen az 1700-as évek közepéig nem volt állandó település; az első lakók a Savojärvi-tó környékén, Johan és Maria Bärnstedt, 1757-ben költöztek ide.
A középkorban az erdőket a községek birtokolták. Az 1800-as évek elején két gazdaság megvásárolta a területet, de pénzügyi nehézségek miatt még a 19. század vége előtt eladták az államnak. A nemzeti park alapítására már 1978-ban született egy elvi kormányhatározat, de végül csak 1998-ban alapították meg.

## Fordítás
Ez a szócikk részben vagy egészben  a   Kurjenrahka National Park című angol Wikipédia-szócikk ezen változatának fordításán alapul.  Az eredeti cikk szerkesztőit annak laptörténete sorolja fel. Ez a jelzés csupán a megfogalmazás eredetét és a szerzői jogokat jelzi, nem szolgál a cikkben szereplő információk forrásmegjelöléseként.